# Piconet

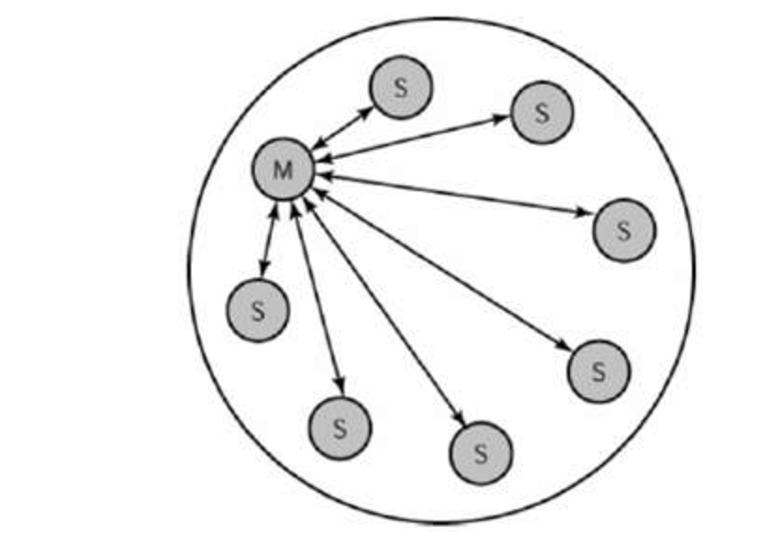
Bluetooth Piconet (master=M, slave=S)

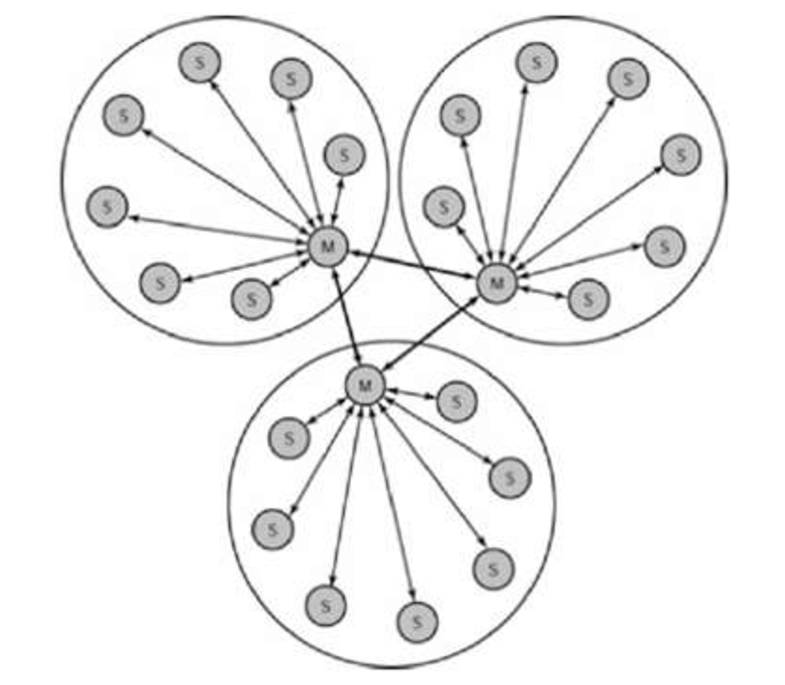
Rețea Scatternet

Piconet este o rețea personală fără fir formată din două până la opt dispozitive conectate prin Bluetooth. Numele este compus din cuvintele pico (mic) și net (network). Un grup de piconete formează un scatternet.
Exemple de piconet includ un smartphone conectat la un computer personal, un laptop și un aparat foto digital cu funcție Bluetooth, sau mai multe dispozitive PDA care sunt conectate una la cealaltă. Viteza de transfer de date variază între aproximativ 200 și 2100 kbps.
Un dispozitiv de referință oferă sincronizarea și este cunoscut ca master. Toate celelalte dispozitive sunt cunoscute ca slave. Dimensiunea maximă a unui piconet este de 8 dispozitive, adică 1 master și 7 slave. Până la 255 de dispozitive slave pot fi inactive, pe care master-ul poate să le aducă la status-ul de active în orice moment. Toate dispozitivele slave din piconet sunt sincronizate cu ceasul master-ului. Dispozitivele slave nu pot comunica direct între ele, ci doar cu masterul. Masterul poate comunica cu oricare dintre slave.
Dispozitivele dintr-o rețea piconet utilizează un model specific de salt de frecvență care este algoritmic determinat de anumite câmpuri în specificațiile Bluetooth și ceasul masterului. Modelul de bază este un salt de comenzi pseudo-aleatoare din cele 79 de frecvențe din banda ISM. Modelul de salt poate fi adaptat pentru a exclude o parte din frecvențele care sunt utilizate de către dispozitivele de interferență. Tehnica adaptivă de salt îmbunătățește tehnologia Bluetooth co-existentă cu sistemele statice (non-salt) ISM atunci când acestea sunt co-localizate.

## Scatternet
Scatternet este o rețea ce poate fi formată prin conexiunea a două sau mai multe rețele tip piconet. Atunci când un dispozitiv face parte din mai multe piconet-uri, el va trebui să se sincronizeze, de fiecare dată, cu piconet-ul cu care comunică la un anumit moment. Un dispozitiv poate fi slave în două piconet-uri diferite sau master într-un piconet și slave în altul dar nu poate fi master pentru mai mult de un piconet.